# Rathaus Essen (1878–1964)

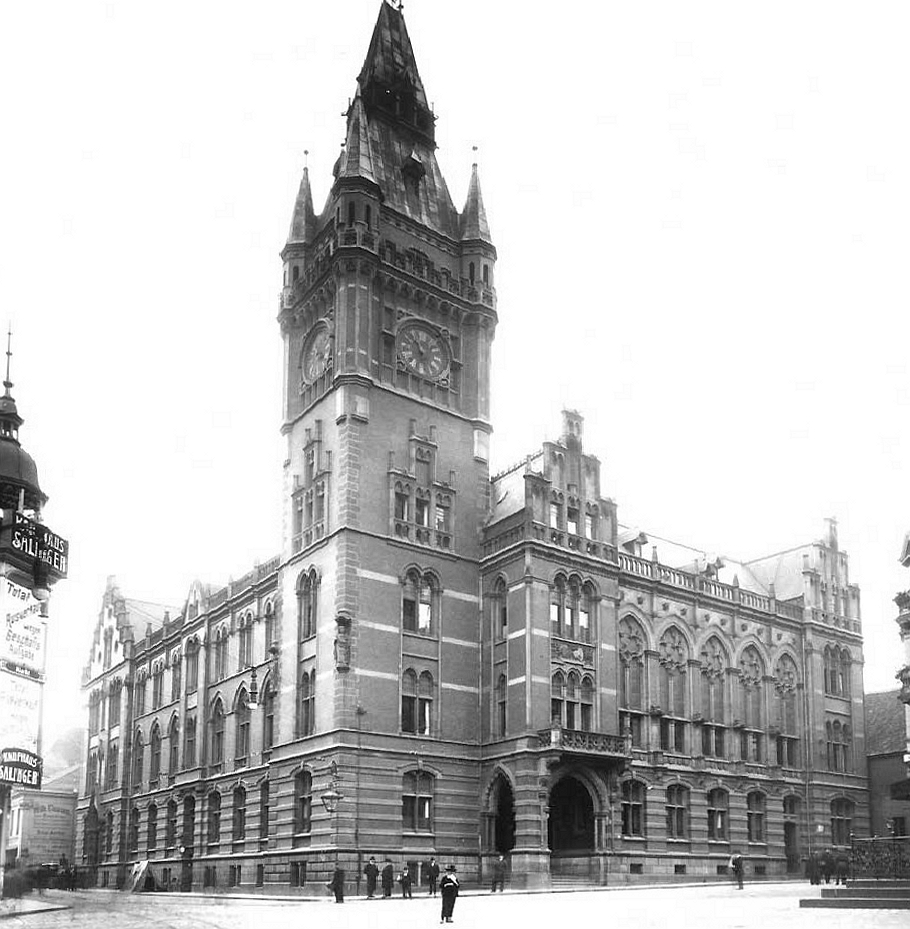
Essener Rathaus 1905

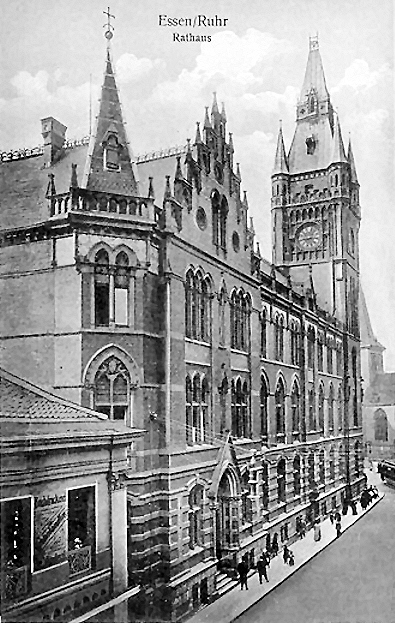
Ostflügel um 1920

Das Essener Rathaus der Jahre 1878 bis 1964 im Stil der Neugotik war das dritte Essener Rathaus und Sitz der Essener Stadtverwaltung. Es wurde von 1878 bis 1887 in mehreren Bauabschnitten nach Entwürfen der Architekten Peter Zindel und Julius Flügge erbaut. 1964 wurde das inzwischen wiederaufgebaute und ergänzte Gebäude abgebrochen und das Grundstück an den Wertheim-Konzern verkauft. Die Stadt besaß danach fünfzehn Jahre lang kein Rathausgebäude. Das heutige Rathaus wurde 1979 bezogen und hat, anders als alle Vorgängerbauten, seinen Standort in der östlichen Stadtmitte.

## Lage und Umgebung
Das alte Rathaus befand sich, wie seine Vorgänger, in der Innenstadt am Markt, zwischen Kettwiger Straße und heutigem Kennedyplatz, auf dem Grundstück des heutigen Geschäftshauses Markt 1. Es lag damit an der Südseite des Marktes gegenüber der Marktkirche. Hier war bis ins 19. Jahrhundert das politische und wirtschaftliche Zentrum der Stadt.

## Geschichte

### Vorgeschichte
Das mittelalterliche Rathaus aus dem 13. Jahrhundert war ein Gebäude aus Stein mit hohen Staffelgiebeln an West- und Ostseite. Die Schaufassade schmückten die steinernen Figuren der Stadtheiligen Cosmas und Damian. Der Steinbau wurde von 1840 bis 1842 durch ein klassizistisches Rathaus nach Entwürfen von Carl Wilhelm Theodor Freyse, Bruder des Architekten Heinrich Johann Freyse, ersetzt.
Dieses Gebäude wurde Anfang 1884, als Teile des neuen neugotischen Rathauses bereits um es herum errichtet worden waren, abgerissen. Es entsprach nicht mehr den Ansprüchen einer Stadt, die im letzten Drittel des 19. Jahrhunderts zum Zentrum der Hochindustrialisierung geworden war. Eine erhebliche Ausweitung von Verwaltungsaufgaben erforderten ein größeres Rathaus. Massive Zuwanderung von Arbeitskräften für Bergbau und Stahlindustrie waren die Gründe. Größter Arbeitgeber war die stark expandierende Krupp-Gussstahlfabrik im Westen der Stadt. Von 1852 bis 1871 verfünffachte sich die Einwohnerzahl auf 51.500. Im Jahr 1896 wurde Essen mit 100.000 Einwohnern zur Großstadt.

### Entstehung des neugotischen Rathauses
Im August 1874 wurde ein Wettbewerb für einen dreistöckigen Rathausneubau von 1540 Quadratmetern Grundfläche ausgeschrieben. Der Beschluss zum Rathausbau am Markt wurde am 23. Oktober 1874 gefasst. Vom 25. bis 27. April 1875 entschied eine Jury über die 43 eingegangenen Entwürfe. Zunächst erhielt der hannoversche Architekt Christoph Hehl mit seinem Entwurf „Frei und treu“ den ersten Preis, aber letztlich wurden die zweitplatzierten Essener Architekten Peter Zindel und Julius Flügge mit ihrem Entwurf „Industrie“ ausgewählt. Beide Architekten wurden im Juni 1877 mit einer Umarbeitung ihres Entwurfs beauftragt.
Am 1. Februar 1878 fiel der Beschluss zum Beginn des ersten Bauabschnitts mit Süd- und Ostflügel sowie die Bewilligung von 213.000 Mark. Im Frühjahr 1878 begannen die Bauarbeiten, wobei der Süd- und der Ostflügel des neuen Gebäudes um das alte Rathaus herumgebaut wurden. Der Bau des Westflügels folgte ab 1879, am 14. November des Jahres wurde über den Weiterbau des Nord- und Westflügels unter Beibehaltung des alten Rathauses debattiert. Dabei wurden für den Westflügel 50.000 Mark freigegeben. 1880 wurden Süd- und Ostflügel bezogen. Nach Beschluss vom 6. April 1883 zum Abriss des alten Rathauses folgte ein weiterer am 27. April des Jahres zur Vollendung des Bauprojekts und zum Bau des 307.000 Mark teuren Nordflügels. Im Januar und Februar 1884 wurde das alte klassizistische Gebäude abgerissen. Am 5. Juni 1884 fand die Grundsteinlegung für den letzten Bauabschnitt statt. 1885 wurde der Nordflügel fertiggestellt. Bis 1887 wurde das Rathaus mit der Fertigstellung des Turms und des Sitzungssaals abgeschlossen. Der Sitzungssaal erhielt 1898 durch den Düsseldorfer Maler Friedrich Klein-Chevalier das Wandgemälde Besuch Kaiser Wilhelms II. mit Krupp im Stadtverordnetenkollegium zu Essen.
Im August 1910 wurde ein Wettbewerb für einen südwestlich an das Rathaus angrenzenden Erweiterungsbau ausgeschrieben. Bisher waren im Rathaus der Stadtverordnetensitzungssaal, zwei weitere kleine Sitzungssäle und ein Teil der Verwaltungsbüros untergebracht. Weitere dieser Büros befanden sich in anderen Gebäuden der Stadt. Der bisher an das Rathaus angrenzende Gebäudeblock bis hin zur I. Hagenstraße war für den Abriss bestimmt. Die Vorgabe an die Architekten war eine Ausnutzung des bisherigen Rathauses mit Erweiterungsbau inklusive Dachgeschoss für alle Verwaltungszweige bis zu einer Einwohnerzahl von 300.000. Der Flächenbedarf an Geschäftsräumen war mit insgesamt 4500 bis 5000 Quadratmeter vorgegeben. Dabei war die Stadthauptkasse und die Steuerkasse in den Neubau zu verlegen. Bei der Jury-Entscheidung im März 1911 gab es keinen ersten Platz, aber zwei zweite Plätze der Architekten Großkopf/Kunz aus Essen und Willy Graf aus Stuttgart, von denen keiner realisiert wurden. Letztlich wurde nach Plänen der Essener Architekten Richard Radeboldt gebaut. Am 1. August 1919 wurde der Beschluss zum westlichen Erweiterungsbau am Markt in drei Bauabschnitten gefasst, wobei für den ersten 900.000 Mark vorgesehen waren. Es folgte am 30. Juni 1920 durch den Rat der Stadt die Bewilligung von 2,1 Millionen Mark für den zweiten Bauabschnitt sowie am 8. September des Jahres die von weiteren 1,167 Millionen Mark für den dritten Abschnitt. Damit begannen die Bauarbeiten im Dezember 1920 und die Fertigstellung der ersten beiden Bauabschnitte im Mai 1921. Durch die politischen Unruhen nach dem verlorengegangenen Ersten Weltkrieg und die Inflation Anfang der 1920er Jahre geriet der dritte Bauabschnitt in Verzug. Er wurde schließlich im Februar 1924 fertiggestellt.
Außerdem gab es im Dezember 1912 eine Ausstellung von Plänen des Beigeordneten Erbe zu einem neuen Rathaus am Burgplatz. Im April 1924 entschied eine Jury über die 79 eingesandten Entwürfen dazu. Ein solches Gebäude wurde nicht realisiert.

### Kriegszerstörung 1943
Bombardierungen im Zweiten Weltkrieg, insbesondere bei dem Luftangriff vom 5. März 1943, zerstörten größere Fassadenteile am Markt und an der Kettwiger Straße. Der Rathausturm und die Fernsprechzentrale brannten aus. Alle Sitzungsräume wurden unbenutzbar. Die vollständige Zerstörung des Erweiterungsbaus aus den 1920er Jahren folgte bei dem Großangriff der Alliierten vom 11. März 1943.
Da der Sitzungssaal des Rathauses nach dem Krieg nicht mehr nutzbar war, wurde am 6. Februar 1946 im Krayer Rathaus eine konstituierende Sitzung der Stadtverordnetenversammlung abgehalten. Dieses Rathaus der ehemaligen Bürgermeisterei Kray-Leithe war im Zweiten Weltkrieg unversehrt geblieben. Es versammelten sich 6 Frauen und 54 Männer, die von der amerikanischen Besatzungsmacht ernannt worden waren. Neben dem Krayer Rathaus diente der städtische Saalbau in der Nachkriegszeit als Ausweichquartier für Ratssitzungen.

### Wiederaufbau 1946 bis 1956
In der Nachkriegszeit in den Jahren 1946/47 begann das Hochbauamt mit der Wiederherstellung des Altbaus sowie mit dem Rohbau des neuen Westflügels, der bis 1950 im Stil der Nachkriegsepoche fertiggestellt war. In ihm befand sich das neue Rathaus-Foyer mit einem Wandmosaik von Folkwang-Lehrer Hermann Schardt (1956), das Zechen, Eisenbrücken und Strommasten zeigte. Der Rathausturm wurde vereinfacht wiederaufgebaut, wobei man die einstige Turmspitze durch ein flacheres Dach ersetzte. Der Wiederaufbau des gesamten Rathauses war 1956 abgeschlossen. Es wurde kein neuer Sitzungssaal eingerichtet, so dass der Rat der Stadt in den Jahren 1955 bis zur Eröffnung des heutigen Rathauses 1979 im Kammermusiksaal des städtischen Saalbaus tagte.

### Räumung und Abriss 1964/65
1963 erreichte die Stadt Essen mit 731.994 ihre höchste Einwohnerzahl, so dass ein Rathausneubau ins Gespräch gebracht wurde. Doch der Oberstadtdirektor Friedrich Wolff war vorrangig an der Neuansiedlung von Industrie- und Einzelhandelsunternehmen interessiert und stellte damit jedes städtische Grundstück zur Disposition, auch das attraktiv gelegene des alten Rathauses. Am 17. Dezember 1963 beschloss der SPD-geführte Rat der Stadt Essen, das Rathaus zum Preis von 15 Millionen D-Mark an den damaligen Wertheim-Konzern zu verkaufen. Am 14. Februar 1964 wurde der Kaufvertrag geschlossen. Am 27. Oktober des Jahres wurde das Rathaus geräumt, so dass am 2. November die Rathausschlüssel an die Abrissfirma Bauboag übergeben wurden. Einen Zeitplan für einen Neubau sowie die erforderlichen finanziellen Mittel gab es zu dieser Zeit noch nicht.
Im November 1964 begann man am Kennedyplatz mit dem Abriss des alten Rathauses. Die letzten Reste waren bis Mitte März 1965 an der Kettwiger Straße abgetragen, ohne dass es ein großstadtgerechtes neues Rathaus gegeben hätte. Provisorisch wurde das gerade geschlossene Amerikahaus Ruhr auf dem Kennedyplatz am 1. Juli 1964 als Dienstsitz für den Oberbürgermeister und den Oberstadtdirektor übernommen. Von den Essener Bürgern wurde das kleine Gebäude spöttisch als Rathäuschen bezeichnet. Es steht heute unter Denkmalschutz. Übergangsweise nutzte man für Ratssitzungen erneut das Krayer Rathaus und den wiederaufgebauten Saalbau. Die Verwaltung verteilte sich auf unterschiedliche Gebäude im Stadtgebiet.
An der Stelle des alten Rathauses wurde am 13. Mai 1966 das Wertheim-Warenhaus eröffnet. Es wurde 1986 abgerissen und durch das heutige Geschäftshaus am Markt 1 ersetzt, das die Architekten Genheimer & Partner entwarfen.

## Architektur und Ausstattung
Das alte Rathausgebäude besaß einen Ratskeller und einen ursprünglich 54,5 Meter hohen Rathausturm, den ein vierkantiger Turmhelm mit vier Ecktürmchen schmückte, der im Krieg zerstört wurde. Beim Wiederaufbau erhielt der Turm lediglich eine flachere Abdeckung.
Im Sitzungssaal befand sich das Ölgemälde von Friedrich Klein-Chevalier, das den Besuch des Kaisers Wilhelm II. zusammen mit Friedrich Alfred Krupp in der Stadtverordnetensitzung vom 28. Oktober 1896 darstellte. Zudem befanden sich dort Porträts der drei Deutschen Kaiser Wilhelm I., Friedrich III. und Wilhelm II., des Oberbürgermeisters Gustav Hache, des Theologen Peter Beising, der Unternehmer Alfred und Friedrich Alfred Krupp, des Stadtverordneten Heinrich Carl Sölling, des Industriellen und Essener Beigeordneten Friedrich Hammacher (von Franz von Lenbach) und eine Bismarck-Büste von Fritz Schaper. Die fünf großen Fenster des Saals schmückten Glasmalereien mit lokalgeschichtlichen Darstellungen.
Am Rathaus war mit Skulpturen, Gemälden und Glasgemälden dekoriert, ferner waren drei Holzfiguren der Heiligen Kosmas, Damian und Sebastian vom Ende des 15. Jahrhunderts, ein Wächterhorn in Tubaform und zwei stählerne zweischneidige Richtschwerter aus dem 16. Jahrhundert dort ausgestellt.
Die Marktseite des Rathauses zierten in Stein gemeisselte Köpfe der zehnköpfigen städtischen Baukommission, die die Errichtung des Rathauses vorantrieben. Es waren von links nach rechts:
- Friedrich Wilhelm (Fritz) Waldthausen, Färbereibesitzer, Stadtverordneter, Mitglied des Verwaltungsrats der Arenberg’schen Actiengesellschaft für Bergbau und Hüttenbetrieb
- Arnold Christopher Steingröver, Bergwerksdirektor, Stadtverordneter
- Johann Wilhelm Schürenberg, Unternehmer und Stadtverordneter, Mitgründer des Bauunternehmens Funke & Schürenberg
- Carl Franken
- Richard Bömke, Kaufmann, Aufsichtsratsvorsitzender der Zeche Friedrich der Große und der Essener Credit-Anstalt, Kommerzienrat und Stadtverordneter
- Gustav Schmemann
- Hermann Elting, Bauunternehmer, Zimmermeister, Sägewerksbesitzer, Stadtverordneter
- Karl König, Erster Beigeordneter
- Johann Neckes, Bildhauer
- Peter Zindel, Architekt des Rathauses

Ein Teil dieser Büsten wurde zunächst im heutigen Rathauskeller eingelagert und befindet sich nun, ebenso wie zwanzig steinerne Wappen der deutschen Länder, die die Ziegelfassade schmückten, im Ruhr Museum. Welche Personen die noch vorhandenen Büsten zeigen, ist heute teilweise unklar.

## Pläne zur Rekonstruktion
Der Essener Architekt Axel Koschany hatte 2013 Pläne, das alte Rathaus zu rekonstruieren.